# 不丹蝇虎
不丹蝇虎（学名：Plexippus bhutani）为跳蛛科蝇虎属的动物。分布于不丹以及中国大陆的云南等地。